# Ulica Telefoniczna w Łodzi
Ulica Telefoniczna w Łodzi – łódzka ulica o długości 3,39 km, licząca 80 numerów, krzyżująca się z 20 ulicami, położona na terenie osiedli administracyjnych Śródmieście-Wschód i Stoki-Sikawa-Podgórze. Rozpoczyna się od alei Grzegorza Palki i kończy dość specyficznym skrzyżowaniem z ul. Giewont (z którą to krzyżuje się z dwóch kierunków – północnego i wschodniego).
Przy ul. Telefonicznej znajdują się: cmentarz Doły, Spółdzielcze Zakłady Chemiczne „Mors” (zakład pracy chronionej), kilka kompleksów ogrodów działkowych, pętla tramwajowa, największa w Łodzi zajezdnia tramwajowa (o powierzchni prawie 15 ha) oraz tereny Zakładu Wodociągów i Kanalizacji.
Nawierzchnię ul. Telefonicznej w większości stanowi pokrywa asfaltowa. Jednak na odcinku ok. 300 m na wschód od ul. Drwęckiej występuje trylinka, częściowo pomiędzy ul. Weselną i Sądecką – płyty betonowe (ułożone pomiędzy torami tramwajowymi) oraz kocie łby (znajdujące się pomiędzy ul. Weselną a ul. Janosika oraz na długości ponad 200 m – między ul. Pieniny a ul. Giewont).
Niebezpiecznym dla ruchu drogowego jest wiadukt (gdzie ulica przebiega pod linią nr 16 łódzkiej kolei obwodowej), którego niewielka szerokość (jezdnia ma tylko ok. 4 m) nie pozwala na ruch dwukierunkowy.

## Galeria

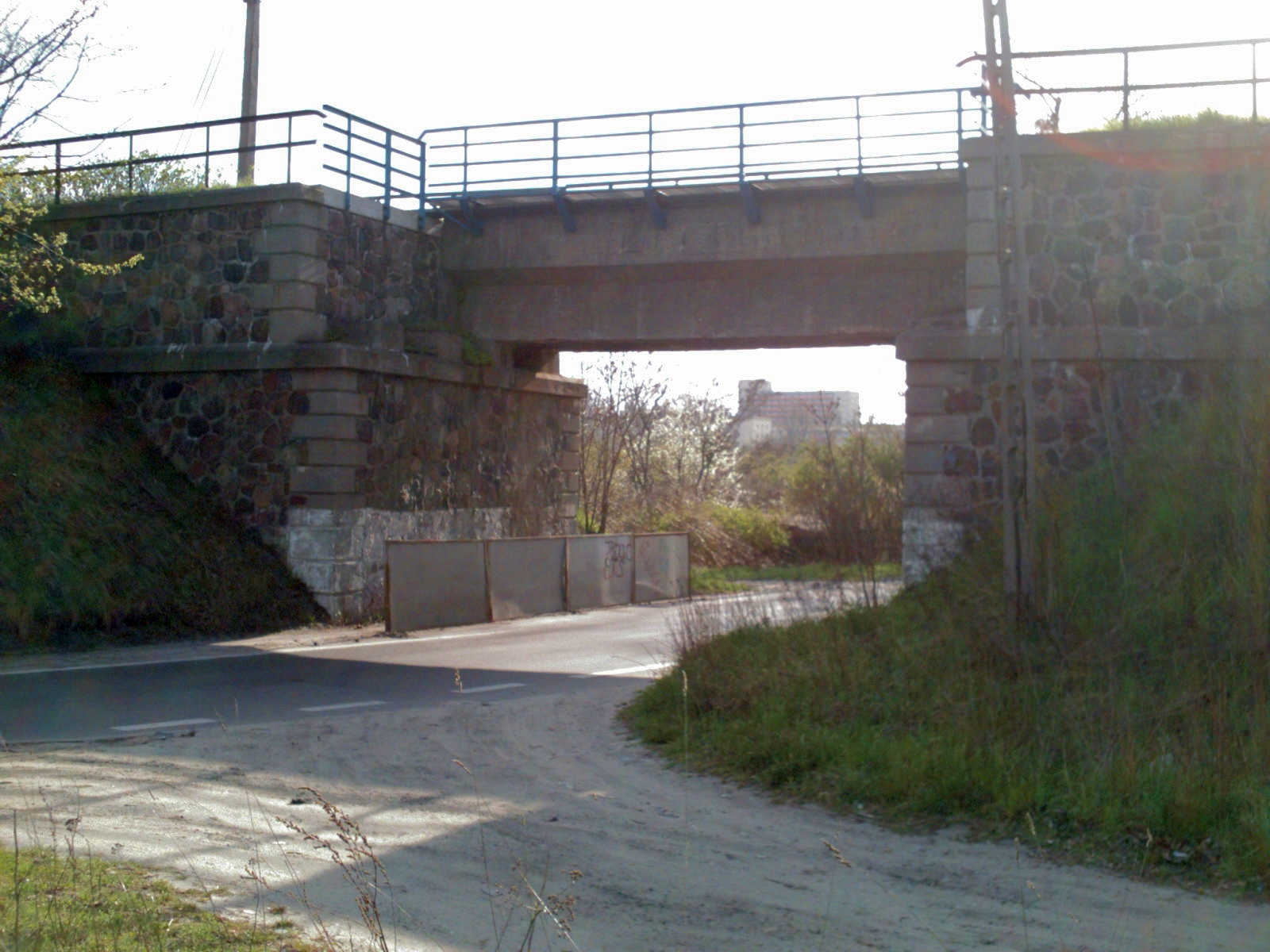
Wiadukt z torami kolejowymi
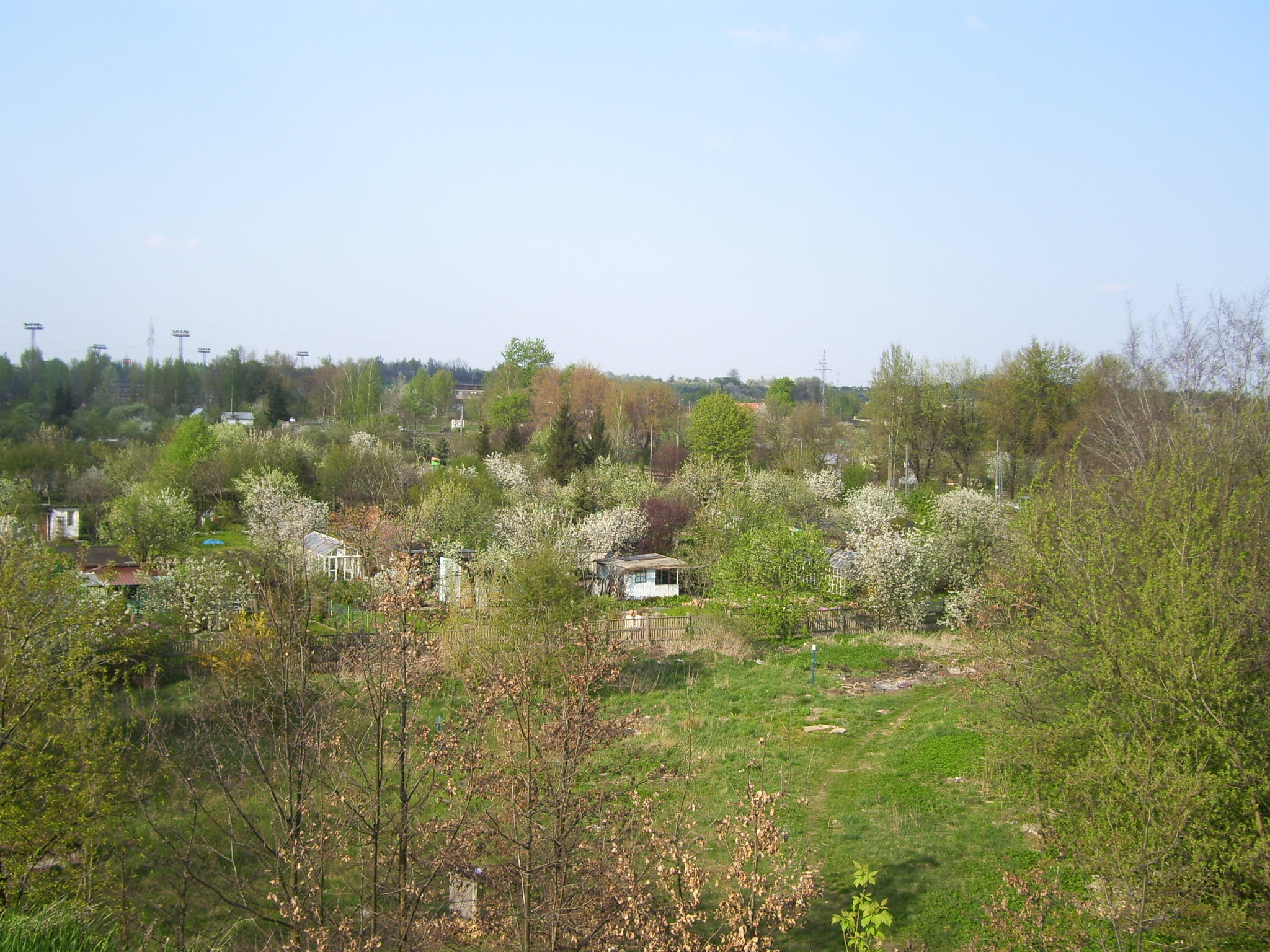
Ogrody działkowe przy ul. Telefonicznej (widok od południa, patrząc w stronę ulicy)
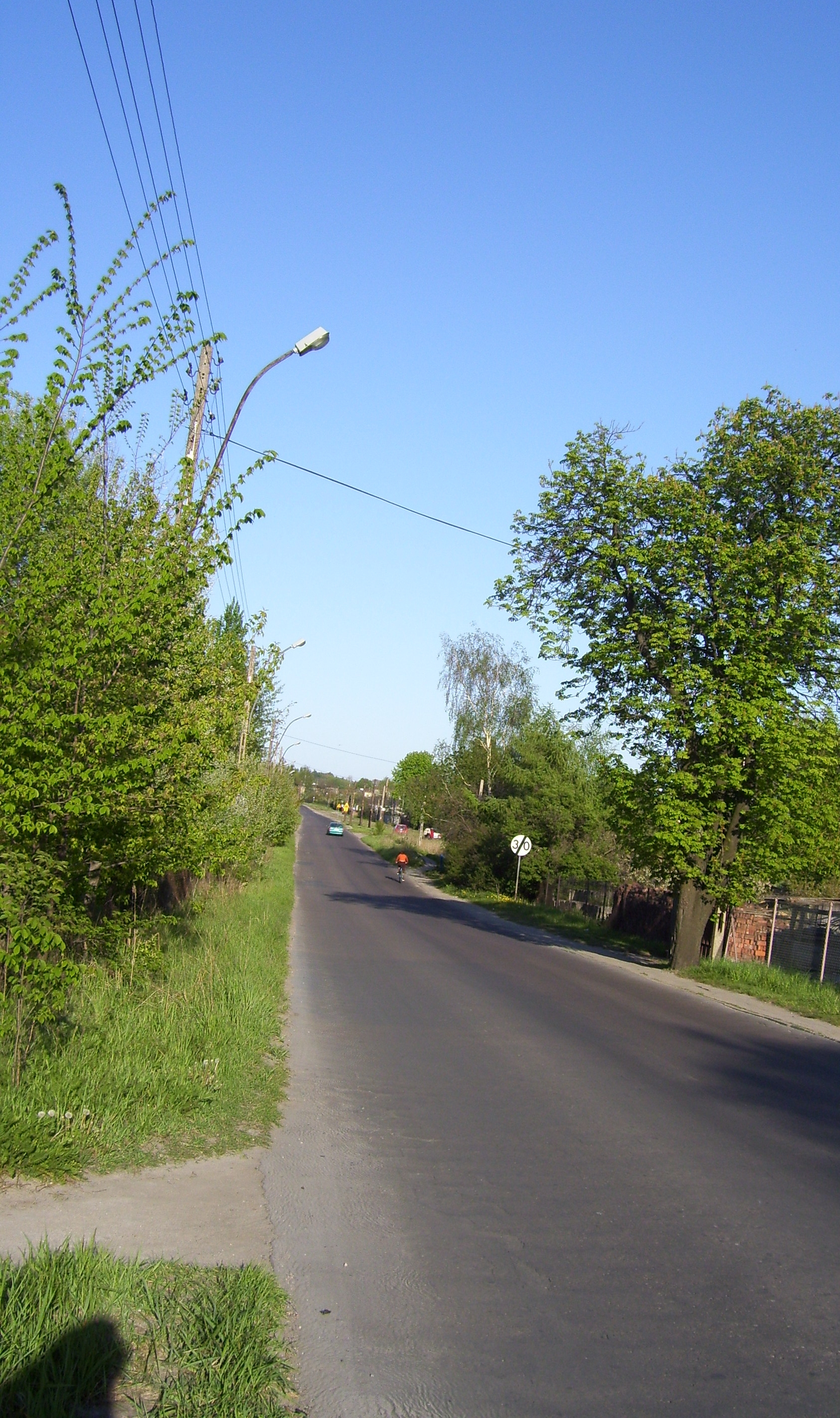
Widok ulicy od wiaduktu w kierunku wschodnim
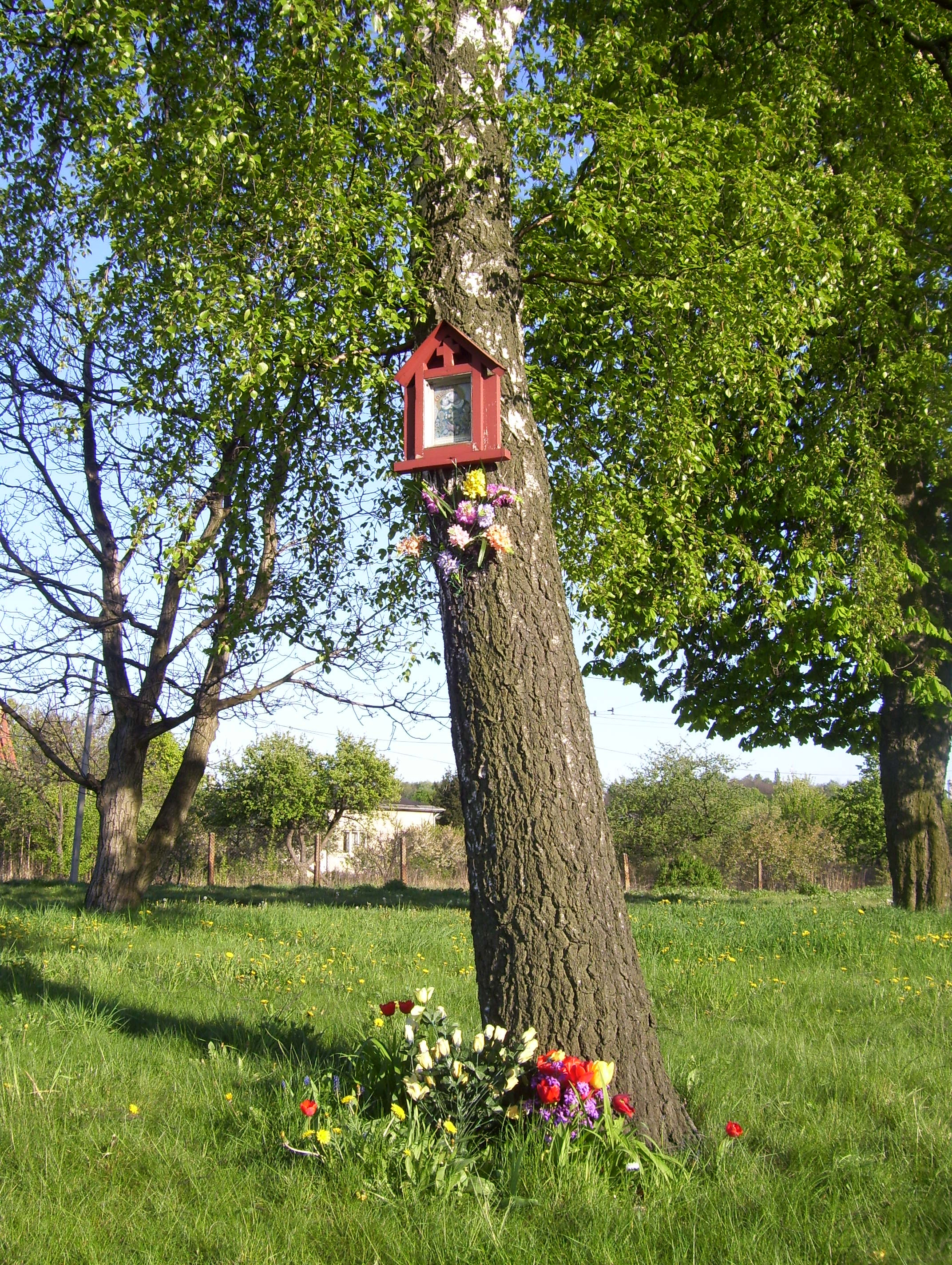
Kapliczka zawieszona na drzewie, przy pętli tramwajowej
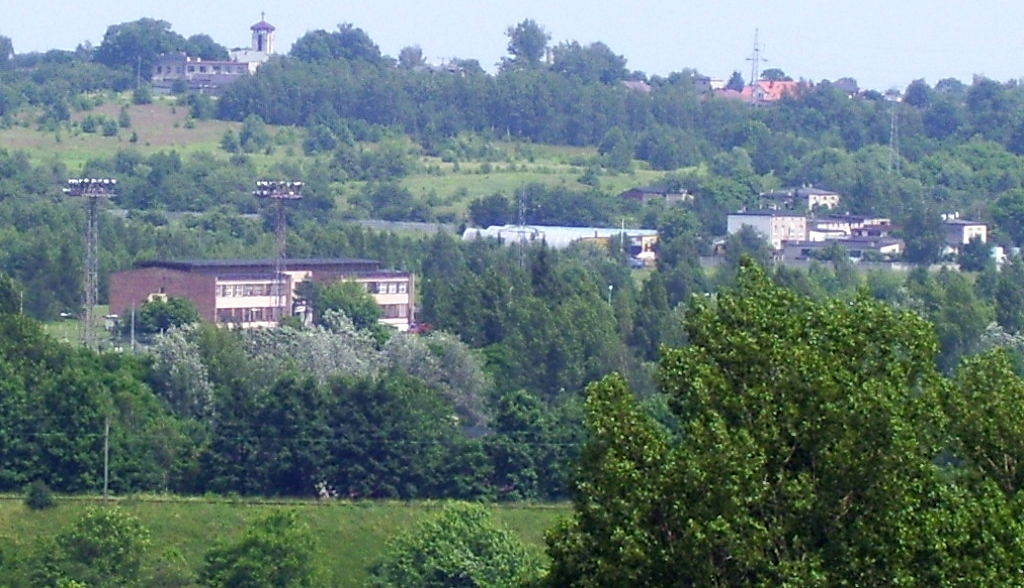
Widok na zajezdnię tramwajową (w tle, na szczycie wzgórza, wieża kościoła parafialnego na Stokach)